# Port lotniczy Belize-Miejski
Port lotniczy Belize-Miejski (ang. Belize City Sir Barry Bowen Municipal Airport) – jeden z belizeńskich portów lotniczych, zlokalizowany w największym mieście kraju – Belize.

## Linie lotnicze i połączenia
| Linia lotnicza              | Kierunek                                 |  |
| --------------------------- | ---------------------------------------- |  |
| Maya Island Air             | 1. Caye Caulker 2. Dangriga 3. San Pedro |  |
| Tropic Air                  | 1. Dangriga                              |  |
| Razem: 3 kierunki w 1 kraju |                                          |  |